# Gilia tomentosa
Gilia tomentosa är en blågullsväxtart som beskrevs av Carl Friedrich Philipp von Martius och Gal. Gilia tomentosa ingår i släktet gilior, och familjen blågullsväxter. Inga underarter finns listade i Catalogue of Life.